# 可變後掠翼
可變後掠翼（Variable-sweep wing）是一種可隨不同飛行情況而改變掠角的設計。這樣的設計可以同時利用後掠翼在高速以及直線機翼在低速下的優點，但會增加飛機重量和結構複雜度。

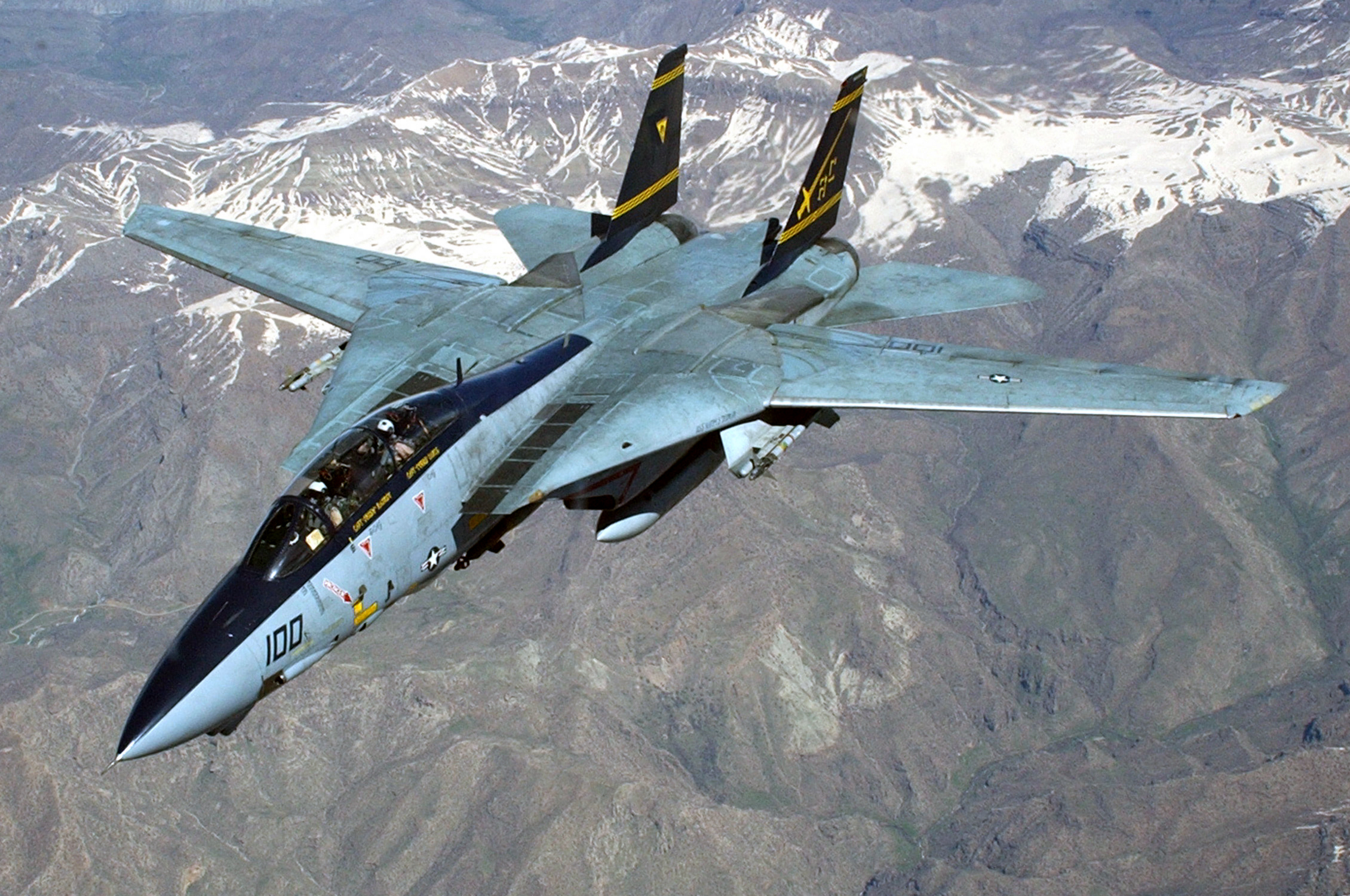
機翼沒有後掠時的F-14雄貓式战斗机

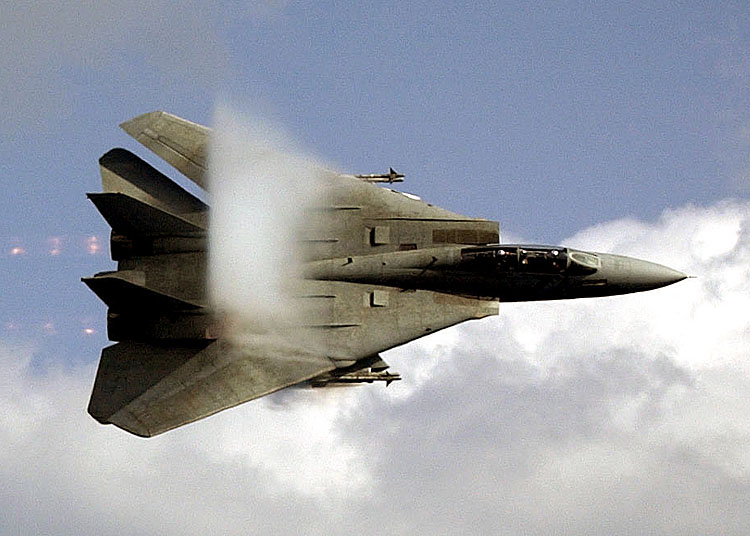
機翼後掠時的F-14

## 概念
可變後掠翼的飛機的概念，是從一些用來測試掠翼性能的實驗用飛機而來的。而首部此類型的實驗機種就是Messerschmitt Me P.1101。它的掠角只能在地面調較，而在飛行時卻不能。以不同的掠角作出了的試飛後，就可找出當中最合乎中道的掠角。

## 歷史
第二次世界大戰結束時Me P.1101戰鬥機被帶到美國貝爾飛機作更深入的研究，製造了一批可於飛行時改變翼角的版本。在測試貝爾X-5，他們發現當機翼向前展開時，壓力中心亦隨之向前，把機鼻推向下。為了解決這個根本性的問題，這類的設計一定要添加一個特別的系統才可使用。
對於不論速度高低都能飛行的飛機來說，可變後掠翼十分實用。故此可變後掠翼最初應用於軍用航空飛行器上。 
1952年的格魯門XF-10F美洲豹戰鬥機|F-10F美洲豹（Jaguar）是美國首部可變後掠翼曾經服役戰鬥機。不過F-10F是一個失敗之作而且美國海軍亦對此機沒有很大的興趣。飛機的重量不斷上升，翼的載重亦隨之而上升。直至1960年代可變後掠翼的意念再被提出，藉降低飛機重量和翼載重來提高升降的性能。美國政府最後於實驗性戰術戰鬥機計劃中採用了可變後掠翼裝置，研發出首部可變後掠翼飛機通用動力F-111。 
戰後不久，巴恩斯·沃利斯就開始著手於可變後掠翼，將超音速飛行的成本降至最低。最初他是為軍方「野鵝計劃」效力，之後他去到「燕子」，計劃目標是於10小時內來回歐洲和澳洲。1950年代他成功測試一個超過2馬赫的設計，但最後政府卻放棄繼續支持他。後來沃利斯和他的團隊到美國尋求資助他繼續研究，但卻得不到人支持他。
蘇聯亦有類似的需要，由中央空氣動力學研究所（TsAGI）負責研究可變後掠翼飛機的可行性。研究所開發出兩個不同的平面形狀，主要的分別是一對翼轉軸之間的距離佔整個翼展的百份比。更寬的翼轉軸間距不僅可以減少改變後掠翼時產生的不利的氣動效應，而且提供了一個可作為起落架或stores pylon的更大的固定翼。這事實上可以或多或少對于機身有所適應，蘇聯人不久后，在蘇霍伊Su-17（基于早期後掠翼的蘇霍伊Su-7）和圖波列夫Tu-22M（基于圖波列夫Tu-22）上做了改進。但更寬的翼轉軸間距的局限在于它在減少了技術難度的同時也減少了可變幾何翼面帶來的好處。中央空氣動力學研究所（TsAGI）設計了一種類似于F-111的更窄的空間安排。這種設計被用于（雖然規模不同）米格-23战斗机和Su-24戰鬥轟炸機，它的原型機完成於上世紀60年代，并于上世紀70年代初開始服役。
欧洲（北约）在可变后掠翼的应用代表是由英德意三国（联合成立了帕那维亚飞机公司）联合研制的龍捲風戰機。可变后掠翼技术的应用在冷战末期达到最高水平，代表作是美国的B-1“枪骑兵”（Lancer）和前蘇聯的图-160。
自70年代後再沒有新設計的戰機使用可變後掠翼，這有多方原因：
- 第四代戰機追求機動性，對速度的要求下降，到了90年代的F/A-18E/F，即極速只得1.6馬赫也會接受，速度低了，降低阻力也就不再那樣重要。
- 随计算机技术进步，可以设计出以更低的代价实现相差不大的性能的传统机翼
- 應對低速時的可控性、升力需要可以用几何可变机翼，例如翼面擾流板、前緣機動襟翼等，不一定要用可變後掠翼。
- 降低阻力並不再像以往那麼重要，因為，引擎技術改進，推力比以往增加了不少，最佳例子就是F-22的F119-PW-100，那使氣動阻力不比以住有大改善也能做到超音速巡航。
- 隱身性能成了近乎必要，可變後掠翼會增加設計難度或降低隱身效果。
- 可变后掠翼架构复杂（以F-14的翼盒为例），后勤维修较难，成本和重量皆比传统机翼大。

實際上並不是有其他設計可以完全取代可變後掠翼做到的性能，例如取代有可變後掠翼的F-14的F/A-18在酬載量、航程上都較F-14大幅減少，其中一個主因正是機翼設計上的分別。可變後掠翼做成的的重量增加也不是嚴重得不可接受，例如以60年代尾以複合材料等技術製造的F-14，空重跟以90年代技術製造的F-22幾乎相同，而且有低後多的翼負荷（F-14是234.4kg/m²，F-22是377 kg/m²）。而可變後掠翼也可能可以有一定隱身能力。使用與否在乎設計者所追求的是那一方的性能，以及兼顧可維修性及成本。

## 例子
- B-1槍騎兵戰略轟炸機
- F-14雄猫式战斗机
- F-111戰鬥轟炸機
- 米格-23战斗机
- 米格-27攻擊機
- 苏-17攻击机
- 苏-24战斗轰炸机
- 龍捲風戰鬥轟炸機
- 圖-22M轟炸機
- 图-160轰炸机

## 伸延閱讀
- Boyne, Walter J,  1, Santa Barbara, California: ABC-CLIO, 2002, ISBN 1-57607-345-9
- Christopher, John. . History Press. 1 June 2013. ISBN 978-0752464572.
- DeMeis, Richard. "No Room to Swing a Cat." Wings, Volume 6, No. 4, August 1976.
- Eden, Paul (编), , , London: Amber Books, 2004, ISBN 1-904687-84-9
- Ford, Roger. . London, United Kingdom: Amber Books. 2013. ISBN 9781909160569.
- Green, William. The Observer's Book of Aircraft. London. Frederick Warne & Co. Ltd., 1972. ISBN 0-7232-1507-3.
- Hansen, James R. . Texas A&M University Press. 2004  [2023-08-28]. ISBN 1-5854-4243-7. （原始内容存档于2023-02-02） –Google Books.
- Heron, Group Captain Jock. "Eroding the Requirement." The Birth of Tornado. London: Royal Air Force Historical Society, 2002. ISBN 0-9530345-0-X.
- Hirschel, Ernst Heinrich., Horst Prem and Gero Madelung. Aeronautical Research in Germany: From Lilienthal until Today. Springer Science & Business Media, 2012. ISBN 3-642-18484-7.
- Jenkins, Dennis R. . New York: McGraw-Hill. 1999. ISBN 0-07-134694-5.
- Kandalov, Andrei; Duffy, Paul (1996). Tupolev – The Man and His Aircraft: The Man and His Aircraft. Society of Automotive Engineers. ISBN 1560918993.
- Lee, Tae-Woo.  1. Santa Barbara, CA: ABC-CLIO. 2008. ISBN 978-0-275-99535-5.
- Logan, Don. General Dynamics F-111 Aardvark. Atglen, Pennsylvania: Schiffer Military History, 1998. ISBN 0-7643-0587-5.
- Meekcoms, K J; Morgan, E B. . Tonbridge, Kent, UK: Air-Britain. 1994. ISBN 0-85130-220-3.
- Miller, Jay. General Dynamics F-111 "Aardvark". Fallbrook, California: Aero Publishers, 1982. ISBN 0-8168-0606-3.
- Morpurgo, J.E. Barnes Wallis: A Biography. 2nd Edn, 1981. (1st Edn, Longmans, 1972).
- Pace, Steve. . North Branch, MN: Specialty Press. 1998. ISBN 1-58007-012-4.
- Thomason, Tommy. Grumman Navy F-111B Swing Wing (Navy Fighters No. 41). Simi Valley, California: Steve Ginter, 1998. ISBN 0-942612-41-8.
- Winchester, Jim. The World's Worst Aircraft: From Pioneering Failures to Multimillion Dollar Disasters. London: Amber Books Ltd., 2005. ISBN 1-904687-34-2.
- Wood, Derek. Project Cancelled. Macdonald and Jane's Publishers, 1975. ISBN 0-356-08109-5.